# Piacenziano
| Periodo                                                                                   | Epoca       | Piano         | Età (Ma)    |
| ----------------------------------------------------------------------------------------- | ----------- | ------------- | ----------- |
| Quaternario                                                                               | Pleistocene | Gelasiano     | Più recente |
| Neogene                                                                                   | Pliocene    | Piacenziano   | 3,600       |
| Neogene                                                                                   | Pliocene    | Zancleano     | 5,333       |
| Neogene                                                                                   | Miocene     | Messiniano    | 7,246       |
| Neogene                                                                                   | Miocene     | Tortoniano    | 11,63       |
| Neogene                                                                                   | Miocene     | Serravalliano | 13,82       |
| Neogene                                                                                   | Miocene     | Langhiano     | 15,98       |
| Neogene                                                                                   | Miocene     | Burdigaliano  | 20,45       |
| Neogene                                                                                   | Miocene     | Aquitaniano   | 23,04       |
| Paleogene                                                                                 | Oligocene   | Chattiano     | Più antico  |
| Suddivisione del Neogene secondo la Commissione internazionale di stratigrafia dell'IUGS. |             |               |             |

Nella scala dei tempi geologici, il Piacenziano (in precedenza noto anche come Astiano, Redoniano, o Romaniano) è il secondo dei due piani  in cui è suddiviso il Pliocene, la seconda delle due epoche del Neogene. Iniziò 3,6 milioni di anni fa (Ma) e terminò 2,58 Ma.
È preceduto dallo Zancleano e seguito dal Gelasiano, il primo piano del successivo Pleistocene, prima epoca del Quaternario.

## Etimologia
Il Piacenziano fu introdotto nella letteratura scientifica dal geologo e stratigrafo svizzero Karl Mayer-Eymar nel 1858. Il nome fu assegnato in riferimento alla città di Piacenza, nelle cui vicinanze furono identificate le sezioni stratigrafiche di riferimento.

## Definizioni stratigrafiche e GSSP
La base del Piacenziano, nonché limite superiore dello Zancleano, è la base della cronozona di polarità magnetica C2An (base della cronozona di Gauss) ed è caratterizzata nel bacino mediterraneo dalla prima comparsa dei foraminiferi della specie Globorotalia crassaformis e dall'estinzione temporanea della specie Globorotalia puncticulata (3,57 Ma); nelle latitudini medio-basse al di fuori del mediterraneo la scomparsa dei foraminiferi planctonici Globorotalia margaritae (3,58 Ma) e Pulleniatina primalis (3,65 Ma) è vicina a questo limite.
Il limite superiore del Piacenziano, nonché base del Pleistocene e del periodo Quaternario, è definito in modo magnetostratigrafico alla base della cronozona C2R (Matuyama) e allo stadio isotopico 103. Appena al di sopra di questo punto si ha l'estinzione del nanoplancton fossile Discoaster pentaradiatus e Discoaster  surculus.

### GSSP
Il GSSP, il profilo stratigrafico di riferimento della Commissione Internazionale di Stratigrafia, si trova  alla base della marna beige nella sezione Rossello di Punta Piccola, nella costa sud della Sicilia, lungo la strada che da Porto Empedocle va a Realmonte, 4 km a est di Capo Rossello e 3 km a W-NW di Porto Empedocle. Le coordinate sono: latitudine 37°17'20" N e longitudine 13°29'36" E.